# Los Angeles Music Center
Pour les articles homonymes, voir Performing Arts Center.
Le Los Angeles Music Center, officiellement Performing Arts Center of Los Angeles County, est l'un des plus grands centres des arts du spectacle des États-Unis. Il regroupe quatre complexes de salles de spectacle : l'Ahmanson Theatre (en), le Dorothy Chandler Pavilion, le Mark Taper Forum (en) et le Walt Disney Concert Hall.

## Histoire
La firme Welton Becket & Associates a été responsable du plan directeur et des bâtiments, pendant que les détails intérieurs ont été dirigés par Henry Dreyfus. Le cabinet Cornell, Bridgers & Troller, fut choisi par Welton Becket pour concevoir le paysage. La construction du complexe débute le 12 mars 1962. Une première étape comprenant une salle de spectacle le pavillon commémoratif, la place et le parking fut ouverte le 6 décembre 1964. Les salles supplémentaires, rebaptisées Mark Taper Forum et Ahmanson Theatre, ont été inaugurées entre le 9 et le 12 avril 1967. Le coût final du projet s'est élevé à 33,5 millions de dollars, dont près de 19 millions réunis de fonds privés. 

### Origines
Vers la fin des années 1930, plusieurs entreprises étaient engagées dans la création d'un complexe culturel à Los Angeles comprenant un auditorium de musique et un hall d'expositions. Après la Seconde Guerre mondiale, les efforts ont été relancés avec la formation du Greater Los Angeles Plans, Inc. Le groupe a acquis deux terrains pour les bâtiments proposés entre les rues Third, Fifth, Figueroa et Fremont, ainsi qu'un bloc sur la Sixth Street, face au Lafayette Park (en). La proposition fut rejetée par les électeurs en trois occasions (1951, 1953 et 1954). 
En été 1955, Dorothy Chandler et plusieurs membres de la Symphony Association ont organisé une première levée de fonds de 400 000 dollars pour doter l'Orchestre philharmonique de Los Angeles d'une résidence permanente. Au cours des années suivantes, le groupe a réussi à obtenir 4 millions de dollars de fonds privés pour la construction du centre musical et la proposition est finalement approuvée en juillet 1960.

### Peace on Earth
Peace on Earth est une sculpture en bronze de Chaim Jacob Lipchitz placée au milieu d'une fontaine, entre Dorothy Chandler Pavilion et Mark Taper Forum (en). 